# Петернац, Ален
А́лен Пе́тернац (хорв. Alen Peternac; род. 16 января 1972, Загреб, Югославия) — хорватский футболист, нападающий; тренер.

## Клубная карьера
В 1989 году начал карьеру в команде родного города «Динамо». Провёл шесть сезонов в хорватском чемпионате, играя за «Динамо» и «Сегесту», перед тем как переехать в Испанию.
Провёл пять сезонов в клубе «Реал Вальядолид», сыграв 153 матча и забив 53 гола. Стал лучшим бомбардиром в истории команды в первом дивизионе. Является вторым хорватским бомбардиром чемпионатов Испании после Давора Шукера. В сезоне 1995/96 финишировал на четвёртом месте в споре бомбардиров с 23 голами.
В сезоне 2000/01 перешёл в клуб «Реал Сарагоса». Играл на правах аренды за «Мурсию».

## Карьера в сборной
Дебютировал в сборной Хорватии в товарищеском матче с Францией 19 января 1999 года.